# José Leandro Filho

José Leandro Filho

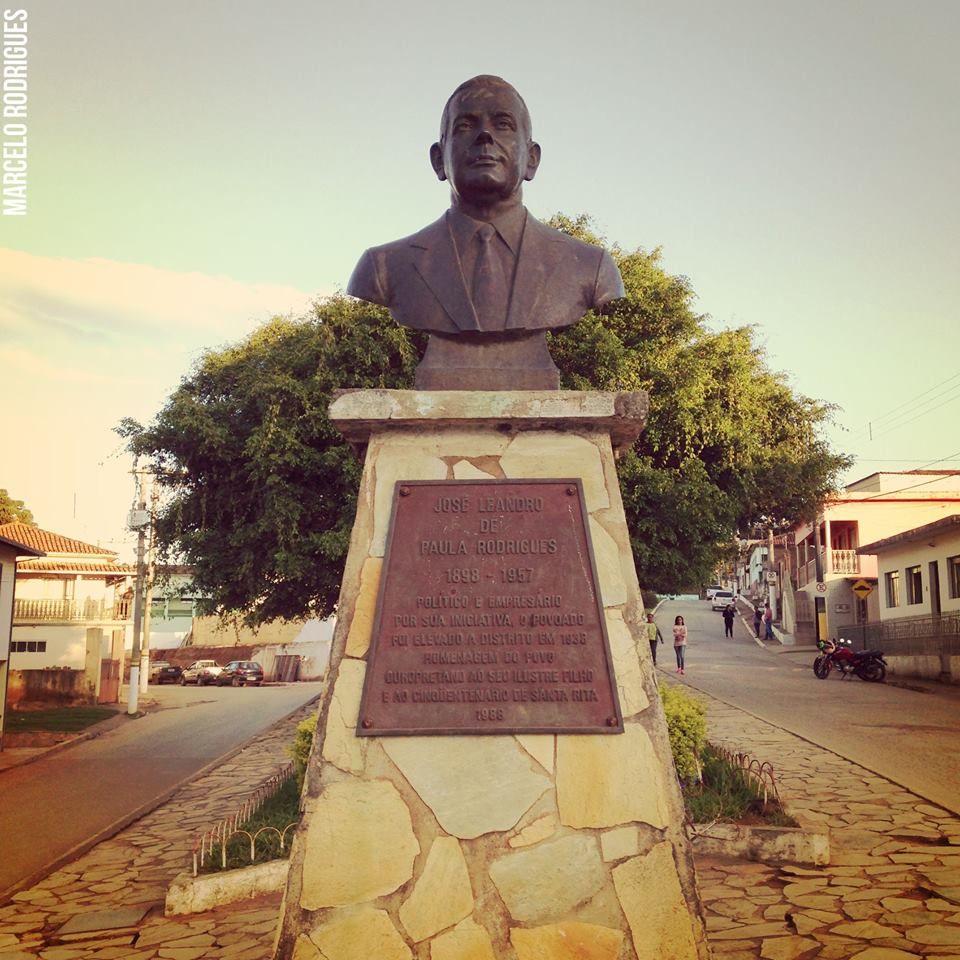
Estátua dedicada a seu pai, no distrito de Santa Rita de Ouro Preto.

José Leandro Filho (Ouro Preto, 7 de outubro de 1943) é um médico e político brasileiro do estado de Minas Gerais. Foi deputado estadual em Minas Gerais na 12ª legislatura (1991-1995), sendo eleito pelo PL. 
José Leandro Filho foi prefeito de Ouro Preto em três ocasiões. Assumiu primeiramente, pelo PMDB, em 25 de maio de 1983, por decorrência do falecimento de Benedito Gonçalves Xavier, ficando no cargo até 1988. Voltou ao executivo em 1997, ficando no cargo até 2000, novamente pelo PMDB. O seu último mandato foi de 2013 a 2016, desta vez pelo PSDB.

## Biografia
José Leandro Filho é natural de Ouro Preto, da região de Santa Rita de Ouro Preto, tendo nascido em 7 de outubro de 1943. É filho de José Leandro de Paula Rodrigues e de Maria Felipa dos Anjos Rodrigues. A veia política está na família, seu pai elegeu-se vereador, pela UDN, em 1947. E foi um dos responsáveis pela elevação de Santa RIta a distrito de Ouro Preto.
É casado com Maria José Cerceau Ibrahim Leandro, com quem teve dois filhos: Hyla Maria e Guilhermo.
Antes de assumir seu primeiro cargo no executivo ouro-pretano, foi secretário da saúde, da educação e da fazenda no município. Ademais foi diretor de saúde e presidente interino do Instituto de Previdência dos Servidores do Estado de Minas Gerais.
Recebeu do governo de Minas Gerais a medalha da Inconfidência e a medalha Santos Dumont.

## Desempenho em eleições
| Ano  | Eleição                  | Partido | Candidato a       | Votos           | Resultado  | Referência |
| ---- | ------------------------ | ------- | ----------------- | --------------- | ---------- | ---------- |
| 1990 | Estadual em Minas Gerais | PL      | Deputado estadual | 14.610          | Eleito     | [ 7 ]      |
| 2000 | Municipal de Ouro Preto  | PMDB    | Prefeito          | 17.095 (43,26%) | Não eleito | [ 8 ]      |
| 2002 | Estadual em Minas Gerais | PST     | Deputado estadual | 13.744 (0,17%)  | Suplente   | [ 9 ]      |
| 2004 | Municipal de Ouro Preto  | PDT     | Prefeito          | 15.134 (35,22%) | Não eleito | [ 10 ]     |
| 2008 | Municipal de Ouro Preto  | DEM     | Prefeito          | 18.908 (43,82%) | Não eleito | [ 11 ]     |
| 2012 | Municipal de Ouro Preto  | PSDB    | Prefeito          | 18.546 (40,91)  | Eleito     | [ 12 ]     |
| 2018 | Estadual em Minas Gerais | PSC     | Deputado estadual | 11.106 (0,12%)  | Suplente   | [ 13 ]     |
| 2022 | Municipal de Ouro Preto  | PSC     | Prefeito          | 6.753 (15,95%)  | Não eleito | [ 14 ]     |

## Processos judiciais
Em 22 de agosto de 2017, José Leandro Filho foi condenado por improbidade administrativa, referente a sua gestão de 1997 a 2000. Através da ação nº. 0071076-57.2002.8.13.0461, do Ministério Público Estadual, ficou comprovado que o ex-prefeito aumentou indevidamente seu próprio salário, causando um prejuizo de 77 mil reais ao município. Além de restituir o valor, ele foi obrigado a pagar uma multa e teve seus direitos políticos cassados por 8 anos.
Em 2022, José Leandro Filho sofreu um processo administrativo, referente a sua gestão de 2013 a 2016. Na época, em 6 de novembro de 2014, ele acabou sendo afastado do cargo, por irregularidades nas contas públicas, porém conseguiu recorrer na justiça e retomar a prefeitura, em 18 de novembro, terminando o seu mandato. O caso voltou a tona em 2022, com um processo do Ministério Público Estadual, que afirmava que José Leandro Filho tinha realizado contratos superfaturados e sem licitação, com empresas de limpeza urbana, varrição e capina. Ele responde por organização criminosa, já que o caso envolve diversas secretarias de sua gestão, corrupção, peculato, falsidade ideológica e lavagem de dinheiro.